# Acer collawashense
Acer collawashense é uma espécie de árvore do gênero Acer, pertencente à família Aceraceae.